# 乌川水库
乌川水库是中华人民共和国湖南省的一座水库，位于湖南省长沙市长沙县，为一座以蓄水灌溉为主的中型水库，库容约1180万立方米，设计灌溉面积约2477公顷。